# 1973 في سوريا
فيما يلي قوائم الأحداث التي وقعت خلال عام 1973 في سوريا.

## أحداث
- 1 يناير – الانتخابات التشريعية في سوريا 1973

## أفلام
من الأفلام التي صدرت هذه السنة في سوريا:
- 1 يناير – بقايا صور من إخراج نبيل المالح.

## مواليد

### يناير
- 1 يناير – ميساك باغبودريان موسيقي سوري وقائد الأوركسترا السيمفونية الوطنية السورية.
- 19 يناير – سبهان آدم

### مارس
- 8 مارس – نهاد البوشي لاعب كرة قدم سوري.

### سبتمبر
- 10 سبتمبر – غادة شعاع منافِسة أوليمبية سورية.

### ديسمبر
- 24 ديسمبر – دينا هارون ممثلة سورية.

## وفيات

### مايو
- 1 مايو – صبري القباني (مواليد 1908)